# Французский кофе
«Французский кофе» (англ. French Roast) — короткометражный французский мультфильм, номинированный на премию «Оскар» 2010 года в категории «Лучший анимационный короткометражный фильм».

## Сюжет
Посетитель французского кафе за чашечкой кофе читает газету и выкуривает сигару. В кафе заходит клошар, чтобы попросить милостыню, но мсье решительно игнорирует бездомного. Когда приходит время платить, мсье обнаруживает, что у него нет с собой денег. Мсье начинает тянуть время, заказывая кофе снова и снова. Сидящая рядом старушка просыпается от того, что всё тот же клошар просит милостыню, тряся своей кружкой для подаяний. Старушка дает милостыню клошару, демонстрируя пачку купюр, и снова засыпает. Мсье решается украсть деньги у старушки, но её будит полицейская сирена. После очередного пробуждения старушка отправляется в дамскую комнату и мсье решается продолжить свои попытки украсть деньги. В этот раз его спугивает новый посетитель, который заходит в кафе и направляется к барной стойке. Возле барной стойки висит плакат с изображением разыскиваемого преступника. Мсье суёт руку в сумочку старушки и достает оттуда маску, в точности повторяющую портрет разыскиваемого преступника. В конце мультфильма официант приносит счет: мсье плачет, потому что у него нет денег. Клошар кладет банкноту на стол, расплачиваясь за мсье.